# Piszczanka (obwód winnicki)
Piszczanka – osiedle typu miejskiego w obwodzie winnickim Ukrainy, siedziba władz rejonu piszczańskiego, na Podolu.

## Historia

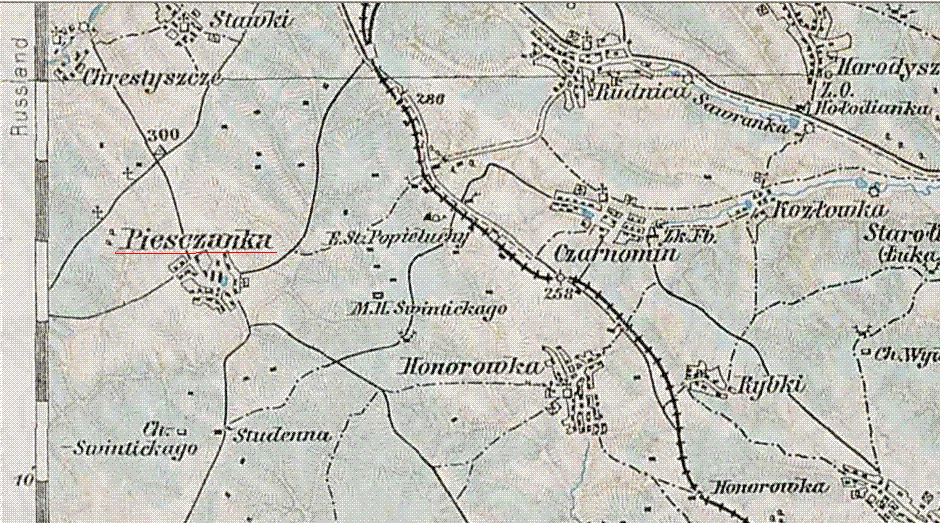
Położenie miejscowości na austro-węgierskiej mapie sztabowej z ok. 1910

Najstarsza zachowana wzmianka o Piszczance pochodzi z 1734. Miejscowość przynależała wówczas do województwa bracławskiego prowincji małopolskiej Królestwa Polskiego. Należała m.in. Koniecpolskich i Lubomirskich. W 1789 była prywatną wsią, należącą do Józefa Lubomirskiego.
Po II rozbiorze Polski siedziba gminy Pieszczana w powiecie olhopolskim guberni podolskiej. W ramach represji carskich skonfiskowana po powstaniu listopadowym Wacławowi Sewerynemu Rzewuskiemu.
W latach 1941–1944 pod zarządem Rumunii.
Status osiedla typu miejskiego posiada od 1956.

## Galeria

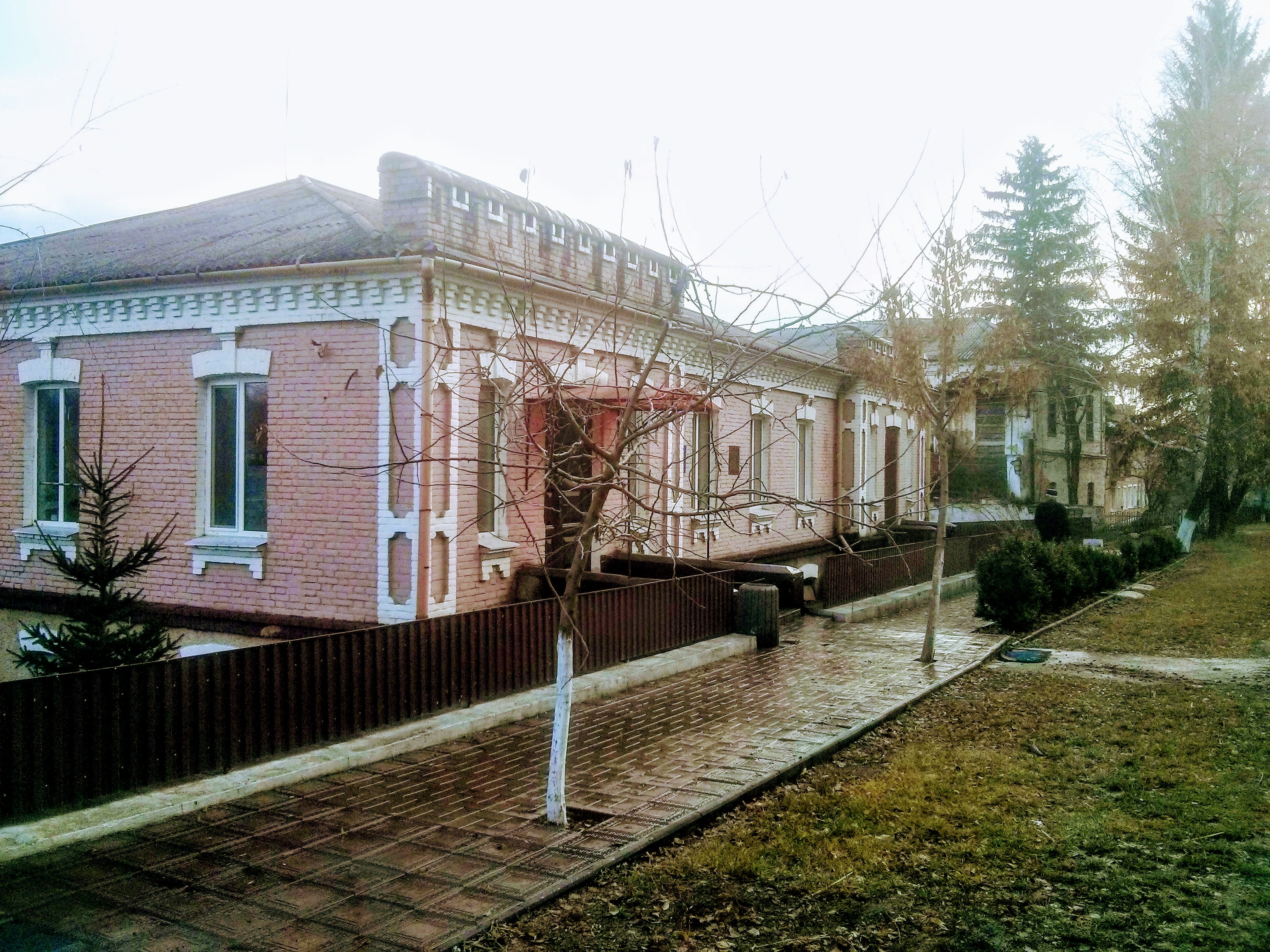
Zabytkowa szkoła muzyczna
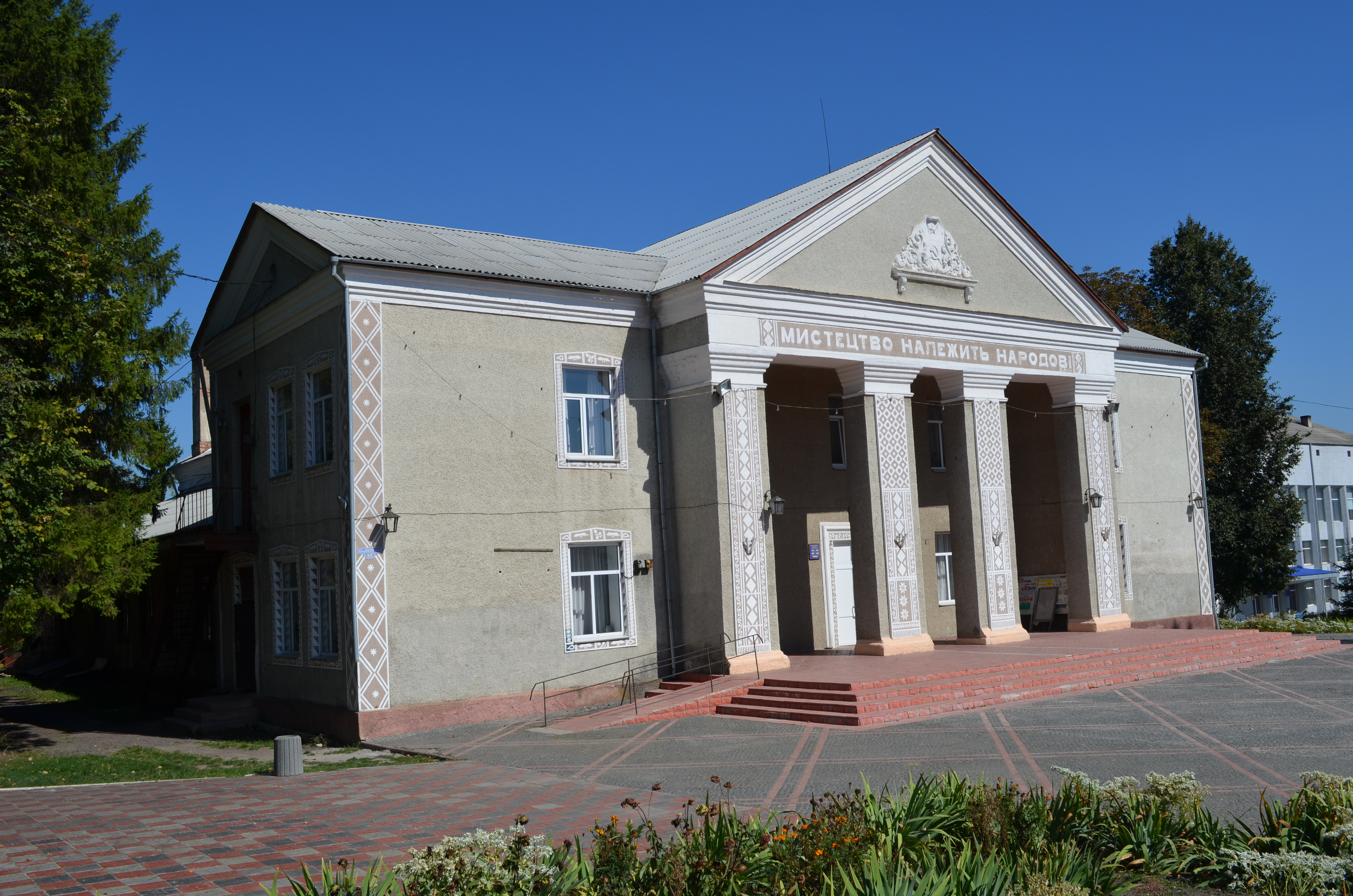
Dom kultury
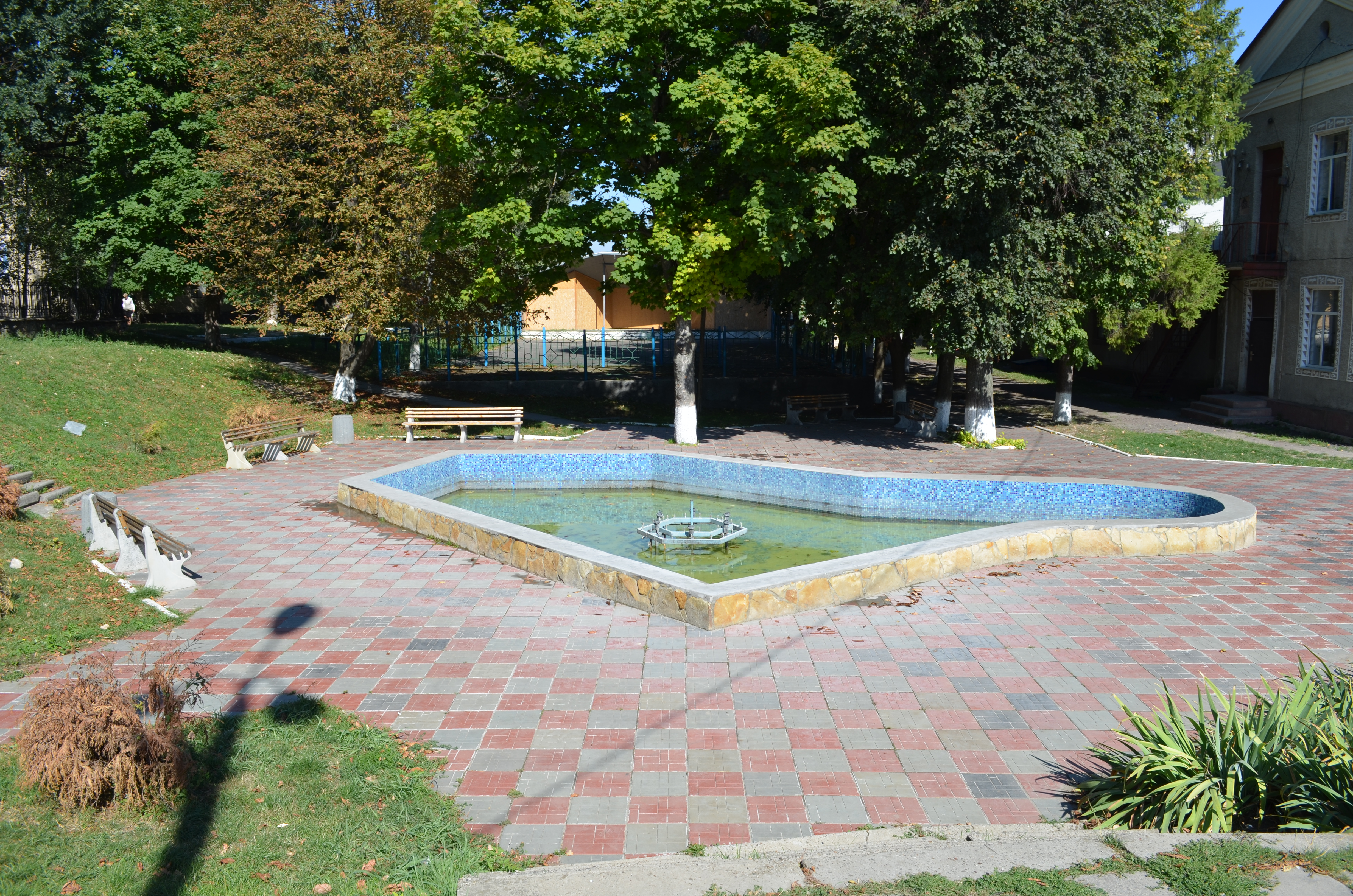
Fontanna
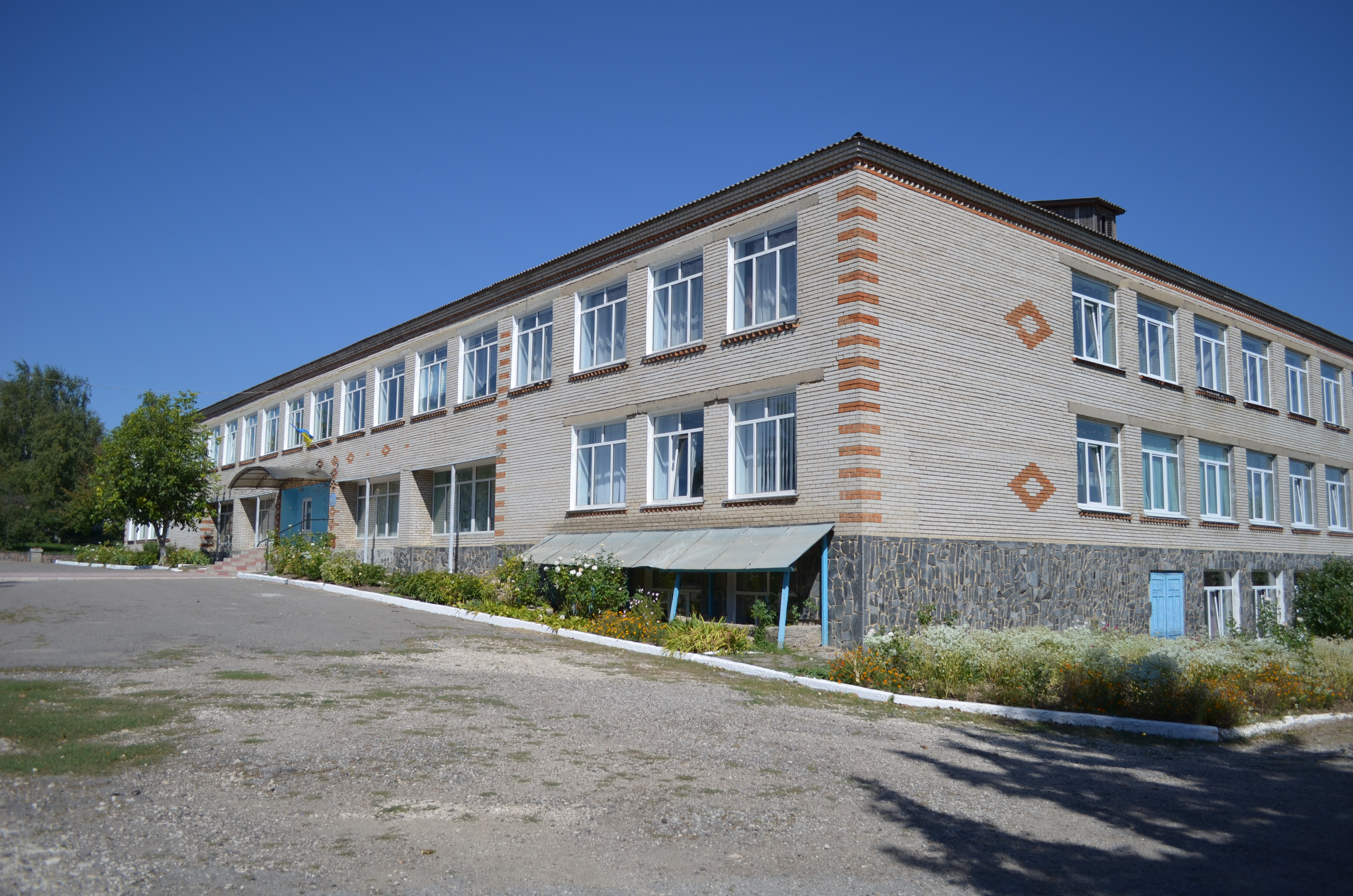
Szkoła